# Descarbonización del transporte marítimo
La descarbonización del transporte marítimo es un objetivo continuo para reducir las misiones de gases de efecto invernadero del transporte marítimo a cero neto para 2050 o alrededor de esa fecha, que es el objetivo de la Organización Marítima Internacional (OMI). La OMI tiene una estrategia inicial. Esto incluye la práctica de reducir o limitar la combustión de combustibles fósiles para generar energía y propulsión para limitar las emisiones de dióxido de carbono (CO2).

## Antecedentes
El comercio internacional de mercancías se realiza principalmente por mar, seguido por tuberías, aire y luego ferrocarril/camión. La mayoría de los buques marítimos que transportan mercancías utilizan diésel o fueloil, generando dióxido de carbono. La industria del transporte marítimo transportó casi 11 mil millones de toneladas métricas de carga en 2022, lo que representa casi el 3% de las emisiones globales de dióxido de carbono. Estas emisiones y posibles derrames de petróleo pueden plantear riesgos crónicos para las regiones costeras, la vida marina y, en última instancia, la salud de los océanos en términos de pH y diversidad ecológica. Una disminución del pH haría que los océanos fueran más ácidos, reduciría los carbonatos libres (que son un componente de los exoesqueletos/andamios de los mariscos y corales) y disminuiría la conversión de CO2  en carbonatos. Estos son algunos de los efectos ambientales del transporte marítimo.

## Asunto
Dado que el transporte marítimo mueve casi el 80% de las mercancías por tonelaje y se espera que la tendencia del transporte marítimo se duplique e incluso triplique para 2050, las estrategias de descarbonización son fundamentales para abordar el calentamiento global y la salud marina.  Muchas entidades navieras importantes se han comprometido a reducir las emisiones de carbono con el objetivo de alcanzar la neutralidad de carbono para 2050. Un foro de la industria llamado «Getting to Zero Coalition» ha fijado el objetivo de neutralidad de carbono para 2030, que no puede alcanzarse con un enfoque único.
En 2021, el Centro de Estudios Estratégicos e Internacionales afirmó que los gobiernos y los líderes de la industria naviera, como Maersk, Mediterranean Shipping Company y la francesa CMA CGM «han mostrado interés en proyectos de descarbonización». En 2021, la Unión Europea (UE) señaló «un fuerte apoyo político para la descarbonización marítima a través de su propuesta 'Fit For 55' (FF55), un paquete de 14 propuestas legislativas».
Grupos que representan más del 90% de la industria naviera mundial han pedido un impuesto sobre el carbono aplicable a nivel mundial sobre las emisiones de la industria naviera, con el fin de proporcionar incentivos financieros para la implementación de nuevas tecnologías y proporcionar la financiación necesaria para la investigación y el desarrollo.
Un artículo de 2021 afirma que se necesita una investigación y un desarrollo exhaustivos, así como modificaciones operativas y de modernización. La respuesta de la industria a la descarbonización, que cambia rápidamente, se puede monitorear en un boletín semanal, varias conferencias, y un curso en línea de descripción general de dos días. «Un retraso más allá de 2023 significaría que la transición futura del transporte marítimo internacional es demasiado rápida para ser factible», afirma Alice Larkin. «Ahora tiene que ponerse todo el mundo manos a la obra para el transporte marítimo internacional».

## Soluciones propuestas
Se han propuesto o implementado varios enfoques, como el uso de materias primas bajas en carbono (metanol, amoníaco) o hidrógeno y la electrificación con almacenamiento de energía, la construcción de barcos con materiales más ligeros y con alta resistencia a la tracción y operaciones digitales para mejorar la eficiencia del transporte y embalaje de los buques portacontenedores. Algunos barcos están parcialmente automatizados con una tripulación mínima para reducir el potencial de error humano, utilizando telemetría basada en sensores a bordo del barco, computación en la nube y aprendizaje automático o toma de decisiones basada en redes neuronales.
En operaciones de envío más grandes, se crea un gemelo digital para simular la trayectoria basándose en datos reales del barco real, lo que permite a los gerentes operativos predecir escenarios futuros y tomar decisiones. Estas herramientas deben ser transparentes pero seguras para evitar secuestros e interferencias con otros barcos o transporte, y al mismo tiempo ser de bajo costo para la mayoría de los operadores su implementación y mantenimiento.
Los barcos eléctricos son útiles para viajes cortos. Sparky, un «remolcador portuario totalmente eléctrico de 70 toneladas con bolardo», es «el primer remolcador eléctrico de este tipo en el mundo». Sparky fue bautizado en Auckland en agosto de 2022. El primer remolcador híbrido del mundo, el remolcador Foss Carolyn Dorothy, comenzó a operar en 2009 en el Puerto de Los Ángeles y el Puerto de Long Beach.  El barco turístico Kvitbjørn, («oso polar»), opera en Svalbard, a sólo unos cientos de millas del Polo Norte, pilotando un sistema de propulsión híbrido-eléctrico Volvo Penta recientemente desarrollado. En junio de 2022, el ferry eléctrico danés Ellen alcanzó un récord de 90 kilómetros de recorrido con una sola carga.
Se podrían utilizar combustibles netos cero, por ejemplo en barcos propulsados por amoníaco o hidrógeno. El hidrógeno verde y el amoníaco producidos a partir de electricidad sin emisiones de carbono (energía solar o eólica) son «las opciones más prometedoras... para descarbonizar el transporte marítimo» en 2022, según el Banco Mundial. Los biocombustibles pueden ser combustibles netos cero si «la producción de combustible elimina una cantidad de dióxido de carbono de la atmósfera equivalente a la cantidad de dióxido de carbono emitido durante la combustión». El 21 de julio de 2022, AIDAprima de Carnival «se convirtió en el primer crucero a gran escala en contar con una mezcla de biocombustible marino... elaborado a partir de materias primas 100 % sostenibles, como aceite de cocina residual y gas marino de petróleo (MGO)». En abril de 2022, «el amoníaco, el metanol y el metano son combustibles viables para el transporte marítimo de aguas profundas, mientras que el hidrógeno comprimido y líquido no lo son», según un artículo del Foro Económico Mundial. El primer remolcador propulsado por hidrógeno del mundo fue botado en mayo de 2022, en el astillero Astilleros Armon en Navia, España, y está previsto que entre en servicio en el puerto de Amberes-Brujas en diciembre de 2022. Los motores de combustible dual, las opciones de almacenamiento de combustible y la preparación para la modernización son importantes para garantizar la adaptabilidad. Stena fue el primer armador del mundo en adaptar un buque grande para metanol, convirtiendo su ro-pax Stena Germanica en 2015. Stena se está asociando con el productor de metanol Proman y con MAN Energy Solutions para modernizar los motores para que funcionen con combustible dual: diésel y metanol.
La energía eólica es una opción tradicional para el transporte marítimo. Wallenius Marine está «desarrollando el Oceanbird, un carguero propulsado por viento que puede transportar 7000 coches». K Line está instalando sistemas de propulsión eólica Seawing en cinco de sus graneleros. Se estima que las cometas parafoils, que vuelan a unos 300 metros sobre el nivel del mar, reducen las emisiones en aproximadamente un 20%.
Se ha sugerido que la propulsión nuclear marina es la única tecnología de propulsión escalable y probada desde hace mucho tiempo que produce prácticamente cero emisiones de gases de efecto invernadero. En Corea del Sur se están investigando pequeños reactores modulares para envío.
El Banco Europeo de Inversiones invierte en infraestructura portuaria para mejorar la sostenibilidad y reducir las emisiones de la cadena de transporte global, incluidos esfuerzos que mitigan la contaminación de los barcos amarrados, como la electricidad en tierra y las instalaciones receptoras de basura de los barcos. Entre 2018 y 2022, el Banco financió 1300 millones de euros para puertos.